# Olivea petitiae
Olivea petitiae är en svampart som beskrevs av Arthur 1917. Olivea petitiae ingår i släktet Olivea och familjen Chaconiaceae.   Inga underarter finns listade i Catalogue of Life.